# Parkston
Parkston és una població dels Estats Units a l'estat de Dakota del Sud. Segons el cens del 2000 tenia 1.674 habitants.

## Demografia
Segons el cens del 2000, Parkston tenia 1.674 habitants, 699 habitatges, i 448 famílies. La densitat de població era de 710,3 habitants per km².
Dels 699 habitatges en un 25,2% hi vivien nens de menys de 18 anys, en un 56,8% hi vivien parelles casades, en un 4,7% dones solteres, i en un 35,8% no eren unitats familiars. En el 33,9% dels habitatges hi vivien persones soles el 23,6% de les quals corresponia a persones de 65 anys o més que vivien soles. El nombre mitjà de persones vivint en cada habitatge era de 2,24 i el nombre mitjà de persones que vivien en cada família era de 2,87.
Per edats la població es repartia de la següent manera: un 23,4% tenia menys de 18 anys, un 5,4% entre 18 i 24, un 21,1% entre 25 i 44, un 17,9% de 45 a 60 i un 32,1% 65 anys o més.
L'edat mediana era de 45 anys. Per cada 100 dones de 18 o més anys hi havia 83,1 homes.
La renda mediana per habitatge era de 29.662 $ i la renda mediana per família de 39.688 $. Els homes tenien una renda mediana de 29.063 $ mentre que les dones 17.500 $. La renda per capita de la població era de 15.260 $. Entorn del 3,3% de les famílies i el 5,7% de la població estaven per davall del llindar de pobresa.

## Poblacions més properes
El següent diagrama mostra les poblacions més properes.